# Gemena
Gemena – miasto w północno-zachodniej części Demokratycznej Republice Konga, w Prowincji Równikowej. W 2004 liczyło ok. 114 tys. mieszkańców.